# Elezioni regionali in Italia del 2018
Nel corso del 2018 si svolsero elezioni regionali in 6 regioni italiane (3 a statuto ordinario e 3 a statuto speciale).
Le elezioni si tennero in Lazio e Lombardia (domenica 4 marzo, in concomitanza alle elezioni politiche), Molise (domenica 22 aprile), Friuli-Venezia Giulia (domenica 29 aprile), Valle d'Aosta (domenica 20 maggio), Trentino-Alto Adige (domenica 21 ottobre).

## Elezioni dei presidenti di regione
| Regione | Candidati                     | Candidati                     | Candidati                        | Candidati                          | Candidati                                                    | Presidenti uscenti | Presidenti uscenti           |
| Regione | Liberi e Uguali               | Centro-sinistra               | Centro-destra                    | Movimento 5 Stelle                 | Altri                                                        | Presidenti uscenti | Presidenti uscenti           |
| --- | ----------------------------- | ----------------------------- | -------------------------------- | ---------------------------------- | ------------------------------------------------------------ | ------------------ | ---------------------------- |
| Regione |                               |                               |                                  |                                    | Altri                                                        | Presidenti uscenti | Presidenti uscenti           |
| Lombardia (4 marzo) | Onorio Rosati (Art.1) 1,93%   | Giorgio Gori (PD) 29,09%      | Attilio Fontana (LN) 49,75%      | Dario Violi 17,36%                 | Altri 1,85%                                                  |                    | Roberto Maroni (LN)          |
| Lazio (4 marzo) | Nicola Zingaretti (PD) 32,92% | Nicola Zingaretti (PD) 32,92% | Stefano Parisi (EpI) 31,17%      | Roberta Lombardi 26,98%            | - Sergio Pirozzi (Lista Pirozzi Presidente) 4,89% - Altri 4% |                    | Nicola Zingaretti (PD)       |
| Molise (22 aprile) | Carlo Veneziale (PD) 17,10%   | Carlo Veneziale (PD) 17,10%   | Donato Toma (FI) 43,46%          | Andrea Greco 38,50%                | Agostino di Giacomo (CPI) 0,42%                              |                    | Paolo Di Laura Frattura (PD) |
| Friuli-Venezia Giulia (29 aprile)                                                                                               | Sergio Bolzonello (PD) 26,84% | Sergio Bolzonello (PD) 26,84% | Massimiliano Fedriga (LN) 57,09% | Alessandro Fraleoni Morgera 11,67% | Sergio Cecotti (PpA) 4,40%                                   |                    | Debora Serracchiani (PD)     |
| Provincia autonoma di Trento (21 ottobre)                                                                                       | Antonella Valer (LeU) 2,66%   | Giorgio Tonini (PD) 25,40%    | Maurizio Fugatti (LN) 46,73%     | Filippo Degasperi 7,10%            | - Ugo Rossi (PATT) 12,42% - Altri 5,67%                      |                    | Ugo Rossi (PATT)             |
| L'elezione diretta del presidente non è prevista in Valle d'Aosta (risultati) e nella Provincia autonoma di Bolzano (risultati) |                               |                               |                                  |                                    |                                                              |                    |                              |

Mappa dei partiti che esprimono i presidenti di regione dopo le elezioni del 2018
Mappa delle coalizioni vincenti dopo le elezioni del 2018